# Músculs intercostals externs
El músculs intercostals externs (musculi intercostales externi) són un dels tres grups de músculs intercostals que hi ha al tronc, juntament amb els intercostals interns i els intercostals mitjans. N'hi ha onze a banda i banda.

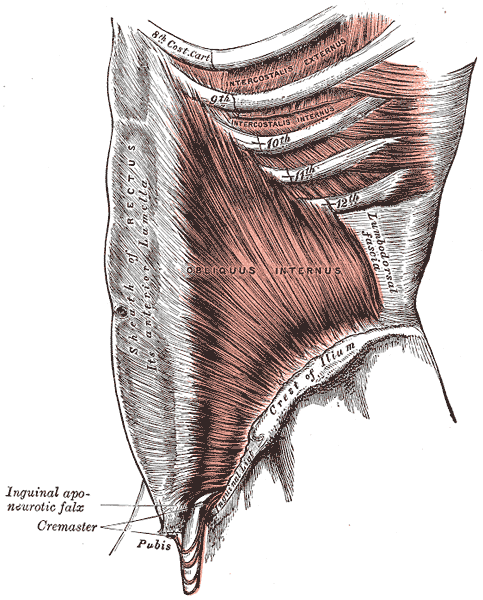
Músculs profunds del pit i la part davantera del braç, fins a l'aixella. Els intercostals externs estan etiquetats en la part inferior central

S'estenen des dels tubercles de la part posterior de les costelles, fins als cartílags de les costelles de la part davantera. Allà acaben en fines membranes –les membranes intercostals anteriors–, que arriben fins a l'estern. Aquests músculs treballen alhora quan es produeix la inspiració. Quan es contrauen generen una expansió de la cavitat toràcica i una entrada d'aire als pulmons.
Cada múscul s'origina en la vora inferior d'una costella, i s'insereix en la vora superior de la costella contigua. Són més gruixudes que la intercostals internes, i les seves fibres es dirigeixen obliquament cap avall i lateralment a la part posterior del tòrax; i cap avall, cap endavant, i medialment. L'exemple s'utilitza sovint d'enganxar les mans a la butxaca i prenent nota de la direcció dels dits apuntant cap avall i cap a dins.

## Imatges

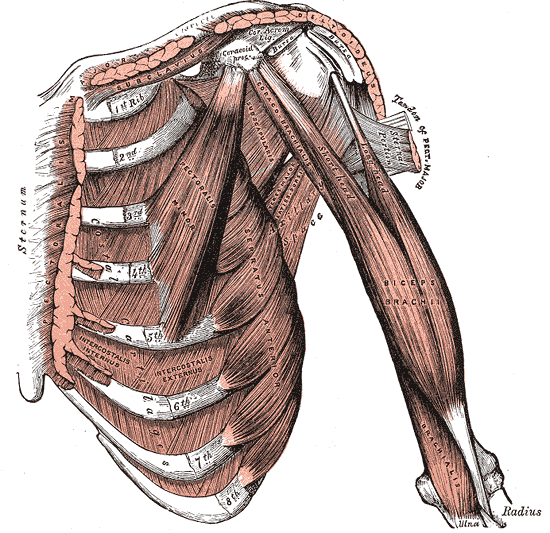
El múscul oblic intern abdominal. Els intercostals externs estan etiquetats en la part superior central.
Posició dels músculs intercostals externs (en vermell). Animació
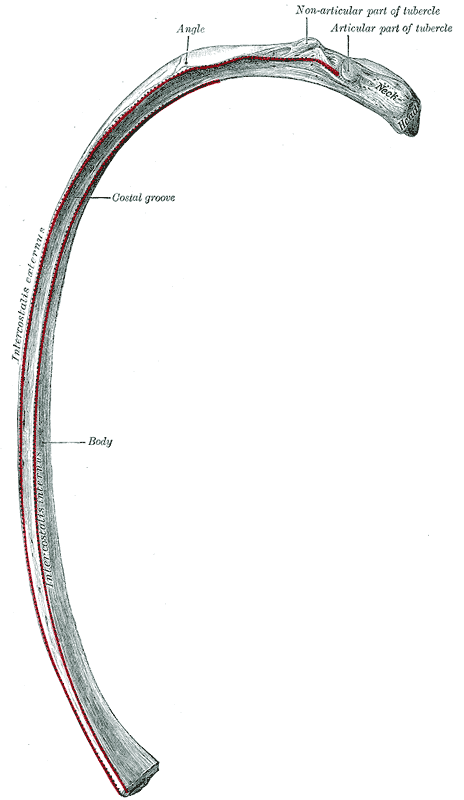
Una costella central de l'esquerra. Vista inferior.
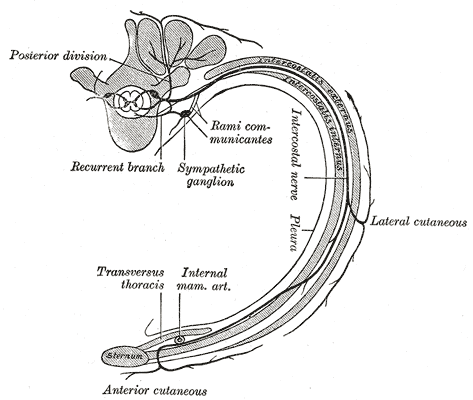
Diagrama de la trajectòria de les branques d'un nervi intercostal típic.